# Каталонс дрегонси
Каталонс дрегонси су професионалан француски рагби 13 клуб из Перпињана.  

## Историја
Каталонс дрегонси су настали фузијом два клуба, Каталан 13 и Сент Естев. 
Играли су француску лигу и француски куп све до 2005. 
Од 2006. се такмиче у британској Суперлиги. Други су француски тим који је почео да се такмичи у британској лиги, а први је био Парис Сент Жермејн. Прву историјску победу у Суперлиги дрегонси су забележили над Виганом 11.2.2006. 
Каталонс је стигао до финала Купа изазивача 2007. где је поражен од Сент хеленса. Каталонс дрегонси су освојили Куп изазивача 2018. пошто су надиграли Ворингтон вулвсе у финалу на Вемблију. 
Утакмице као домаћини играју на стадиону Жилберт Брут. 

## Успеси
Француска лига
Прваци 2005.
Вицепрваци 2002,2004.
Француски куп
Победници 2001,2004,2005.
Суперлига
Вицепрваци 2021,2023.
Куп изазивача
Победници 2018.
Финалисти 2007.

## Први тим, тренутни састав
Први тим
| Играч                      | Позиција |
| -------------------------- | -------- |
| Жилермо Аиспуро Бичет      |          |
| Жасин Бен Абденслем        |          |
| Жулијен Бускет             |          |
| Жоан Кастано               |          |
| Ник Чотрић                 |          |
| Алрикс Да Коста            |          |
| Жордан Десарија            |          |
| Тео Фагес                  |          |
| Валентин Фернандез         |          |
| Бенџамин Гарсија (капитен) |          |
| Лук Кири                   |          |
| Метју Лагер                |          |
| Томи Макинсон              |          |
| Френк Марија               |          |
| Артур Морж                 |          |
| Ромејн Наварет             |          |
| Тевита Пангаји Џуниор      |          |
| Оливер Партингтон          |          |
| Артур Романо               |          |
| Цезар Руж                  |          |
| Крис Сате                  |          |
| Пол Сежер                  |          |
| Рејмис Смит                |          |
| Тарик Симс                 |          |
| Бејли Сиронен              |          |
| Сем Томкинс                |          |
| Елиот Вајтхед              |          |
| Фоад Јаха                  |          |
| Тенжој Зенон               |          |